# Reibgetriebe

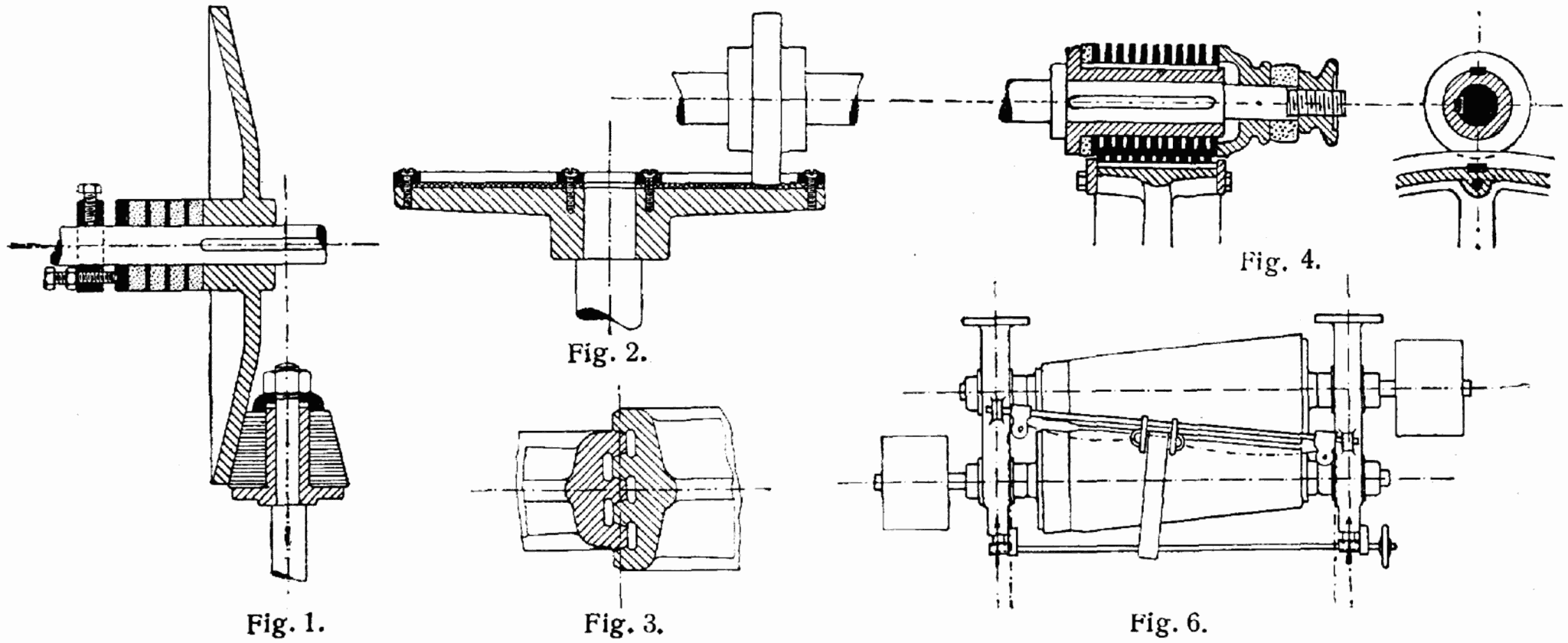
Reibgetriebe in verschiedenen Ausführungen

Als Reibgetriebe werden alle Getriebe bezeichnet, deren Drehmoment- und Bewegungsübertragung auf dem Prinzip des Reibschlusses (Haftreibung) basieren. Reibgetriebe sind entweder als Wälzkörpergetriebe oder als Zugmittelgetriebe ausgeführt.
Beide Getriebearten können sowohl mit fester Übersetzung als auch - in einem begrenzten Bereich - mit stufenloser Übersetzung (Continuously variable transmission) ausgeführt sein.

## Vorteile
Der besondere Vorteil gegenüber formschlüssig arbeitenden Getrieben ist die konstruktionsbedingt mögliche stufenlose Übersetzung und die geringe Geräuschbildung, da die Geometrie der Kontaktzone während des Betriebs unverändert bleibt und keine schwingungsanregenden periodischen Zahnflankeneingriffe (Zahnflankenspiel) stattfinden. Sie sind darüber hinaus in der Lage, hohe Drehzahlen zu übertragen und gleichzeitig als Überlastsicherung zu dienen.

## Anwendung
Reibgetriebe sind heute in einem weiten Spektrum vertreten. Keilriemen betreiben beispielsweise die Hilfsaggregate an den meisten Hubkolbenmotoren und Reibradgetriebe finden sich unter anderem im Antrieb an Spindelpressen oder Texturiermaschinen. Sehr moderne Reibgetriebe lösen zunehmend die Strömungsgetriebe bei Personenkraftwagen ab (z. B. Nissan "Extroid-CVT").